# Alfred de Bougy
Alfred James Louis Joseph de Bougy, född den 5 november 1814 i Grenoble, död den 4 september 1871 i Thonon-les-Bains, var en fransk bibliotekarie och författare. Han skrev även under sitt författarnamn Ethelred Bergeville.